# Uche Mac-Auley
Uche Mac-Auley (de nacimiento Uchechukwu Nwaneamaka), también conocida como Uche Obi Osotule, es una escritora, productora de cine y actriz nigeriana.

## Biografía
Mac-Auley es del estado del Delta en Nigeria, área geográfica ocupada predominantemente por tribus minoritarias, así como por el pueblo igbo. Sus padres eran maestros, por lo que Mac-Auley se mudó y nunca se instaló en un lugar por mucho tiempo, asistiendo a numerosas escuelas. Se graduó de la Universidad del Estado del Delta con un título en inglés.

## Carrera
The Guardian la describió como una actriz por excelencia y atemporal. Debutó en la industria cinematográfica con la serie de televisión de 1991, "Checkmate" producida y dirigida por el fallecido Amaka Igwe. En el libro titulado La creación de los géneros cinematográficos nigerianos, del autor estadounidense Jonathan Haynes, fue citada entre los pioneros y primeros rostros que aparecieron en la industria cinematográfica nigeriana antes de que se estruturara. Se tomó un largo descanso de la actuación para convertirse en escritora de libros de cuentos infantiles, pero volvió a actuar en 2016 cuando apareció en una película titulada Mid-Life.

## Filmografía seleccionada
- 5th Floor (2017) como Whenu
- Mediados de la vida (2016)
- Imágenes en el espejo (2004) como Ada
- Salvando a Alero (2001)
- Thunderbolt: Magun (2001)
- Obstáculos (1998)
- Otro amor (1996)
- El pecado imperdonable (1993)
- Jaque mate (1991) como Nkemji